# Pseudopoecilia austrocolumbiana
Pseudopoecilia austrocolumbiana är en fiskart som beskrevs av Radda, 1987. Pseudopoecilia austrocolumbiana ingår i släktet Pseudopoecilia och familjen Poeciliidae. Inga underarter finns listade i Catalogue of Life.